# うめ (漫画家)
うめは日本の漫画家。小沢 高広（おざわ たかひろ、男性、原作担当）と妹尾 朝子（せお あさこ、女性、作画担当）の男女ユニット。夫婦でもある。

## 略歴
妹尾朝子は、『Nonverbal Communication』で、第34回ちばてつや賞一般部門に入選。『ダブルブッキング』で、第35回ちばてつや賞一般部門に準入選。うめは、『ちゃぶだい』で、第39回ちばてつや賞一般部門ちばてつや大賞を受賞。小沢高広は2018年公開の『劇場版 マジンガーZ ／ INFINITY』の脚本も担当。
電子書籍化に積極的で、漫画界においては先駆け的な存在である。2010年1月24日、『青空ファインダーロック』をAmazon Kindleにて発売（日本人漫画家初）。
小沢高広は、2023年4月時点で日本漫画家協会常務理事。

## 作品リスト
- ちゃぶだいケンタ（『モーニング』2001年26号 - 2004年8号、講談社、モーニングKC、全6巻）
  - 新装版/幻冬舎コミックス、バーズコミックススペシャル、全4巻
- 東京トイボックス（『モーニング』2005年50号 - 2006年24号、講談社、モーニングKC、全2巻）
  - 新装版/幻冬舎コミックス、バーズコミックス、全2巻
- 大東京トイボックス（『コミックバーズ』2006年11月号 - 2013年9月号、幻冬舎コミックス、バーズコミックス、全10巻）
  - 大東京トイボックスSP（2013年、幻冬舎コミックス、バーズコミックス、全1巻）
- 御茶ノ水非電源ゲーム部 ひでぶ!（『電撃「マ）王』、2006年12月号 - 、メディアワークス） - エッセイ系漫画、単行本は未刊行。
- マンガのけもの道（『MacPeople』2008年6月号 - 2009年、アスキー・メディアワークス） - 単行本は未刊行。
- 南国トムソーヤ（『月刊コミック@バンチ』2011年6月号 - 2014年6月号、新潮社、BUNCH COMICS、全3巻）
- 東京トイボックス0（『コミックバーズ』2013年12月号 - 2014年、幻冬舎コミックス、バーズコミックス、全1巻）
- ねこにこねこ どうぶつえんへいく（2014年9月[注 1]） - 絵本。
- STEVES（スティーブズ）（原作：松永肇一、『ビッグコミックスペリオール』2014年14号 - 2016年24号、小学館、ビッグコミックス、全6巻）
- おもたせしました。（『月刊コミック@バンチ』2016年5月号 - 2018年5月号、新潮社、BUNCH COMICS、全3巻）
- ブラガール（2018年1月15日 - 2019年2月18日、サンズハウスオリジナルマンガ）
- アイとアイザワ（原作：かっぴー、『マンガトリガー』2018年2月22日 - 、ナンバーナイン、このマンガがすごい!comics[注 2]、全2巻） - 第2巻は電子書籍限定刊行。
- イクメンと呼ばないで ニブンノイクジ（2018年3月刊、マガジンハウス、単行本）
- 林檎の樹の下で -アップルコンピュータジャパン物語- ×スティーブズ外伝
- 東京トイボクシーズ（『月刊コミックバンチ』2019年7月号[2] - 2023年3月号[3]、新潮社、BUNCH COMICS、全39話、全5巻）
- うめ短編集 うめあわせ（2018年6月[注 1]）
  - 青空ファインダーロック（『日経エンタテインメント!』2007年10月号、日経BP社、読切）
  - 南国スパイラル（『週刊コミックバンチ』2003年40号、新潮社、読切） - 雑誌掲載時タイトルは「カミサマの地図」。
  - たくちゃんと僕（『月刊少年チャンピオン』2011年2月号 - 2019年2月号、秋田書店、年1連載） - 短編集には第8話まで収録。
  - パラレル（原作：長嶋有、『小説宝石』2011年7月号 - 9月号、光文社） - 「長嶋有漫画化計画」の一作。
  - 今夜あいつと肉まんを!（『レッツ!粉もの部 』描きおろし、2014年、角川書店単行本、読切）
  - 悶悶日記（原作：太宰治、2011年、パブー、読切） - 「パブー×青空文庫漫画コンテスト」参加作品。
  - 珠世の憂鬱（『金田真一耕助之介の冒険 新感線文庫』収録、2007年、読切） - 劇団☆新感線の舞台「犬顔家の一族の陰謀」のパンフレットとセットの文庫に収録された作品。
  - ファットボーイスリム（読切）
- 南緯六〇度線の約束（『ビッコミ』2024年1月22日[4] - 、小学館、既刊2巻[5]）
- パリピ・オブ・ザ・デッド（『マンガワン』2025年1月24日[6]） - 読み切り。

### アンソロジー
- マンガ訳 太宰治（実業之日本社、2013年）
  - 「悶悶日記」収録。

### その他
- 金融戦隊ファイナンズ（BIGLOBEマネー） - アニメのキャラクターデザイン担当。
- マジンガーZ インターバルピース（原作：永井豪、漫画：長田馨、『月刊ヤングマガジン』2017年6号 - 11号、講談社、全1巻） - シナリオを小沢高広が担当。
- 劇場版 マジンガーZ INFINITY（映画、2018年） - 脚本を小沢高広が担当。
- 研究プロジェクト・HITE-Mediaの展覧会「END展 死×テクノロジー×未来=？」（2021年11月[7]） - 作品を出展[7]。
- LAZARUS ラザロ -  3話、6話-7話の脚本を小沢高広が担当。

## アシスタント
- 伊藤静
- 小沢かな[8]
- たきりょうこ
- 山村東